# جون أكوستا
جون أكوستا (بالإنجليزية: John Acosta)‏ هو لاعب كرة قدم أمريكية أمريكي، ولد في 13 ديسمبر 1898 في جاكسونفيل في الولايات المتحدة، وتوفي في 18 يوليو 1929.